# The Ship Song
Jeden z dwóch singli wydanych z płyty The Good Son w roku 1990. 
Na wydawnictwie znajdują się dwie kompozycje autorstwa Cave’a
1. The Ship Song
2. The Train Song